# Palacio Vistalegre
Die Palacio Vistalegre Arena ist eine Mehrzweckhalle im Stadtteil Vista Alegre der spanischen Hauptstadt Madrid. Sie wird u. a. für Basketball, Handball, Volleyball und Konzerte sowie weiteren Veranstaltungen genutzt. Die Arena bietet zwischen 14.000 und 15.000 Zuschauern Platz und verfügt über 1.500 Parkplätze.

## Geschichte
Auf den Gründen des Palacio Vistalegre wurde 1908 die Stierkampfarena Plaza de Toros de Carabanchel erbaut. 1980, nach 72 Jahren wurde der Betrieb eingestellt, und die Arena stand 16 Jahre lang leer, bevor sie 1996 abgerissen wurde, um einer modernen Mehrzweckhalle Platz zu machen. Die 2000 eröffnete Halle mit beweglicher Überdachung. Über 12 Seilwinden kann die runde Kuppel des Dachs in wenigen Minuten hochgefahren werden, um die Halle im heißen spanischen Klima lüften zu können.

## Öffentliche Verkehrsmittel
Die Palacio Vistalegre Arena liegt im Madrider Stadtviertel Carabanchel und kann über die Metro Linie 5 (Station Vista Alegre), sowie die Autobuslinien 17, 34, 35, 55, 81 und 118 erreicht werden.

## Galerie

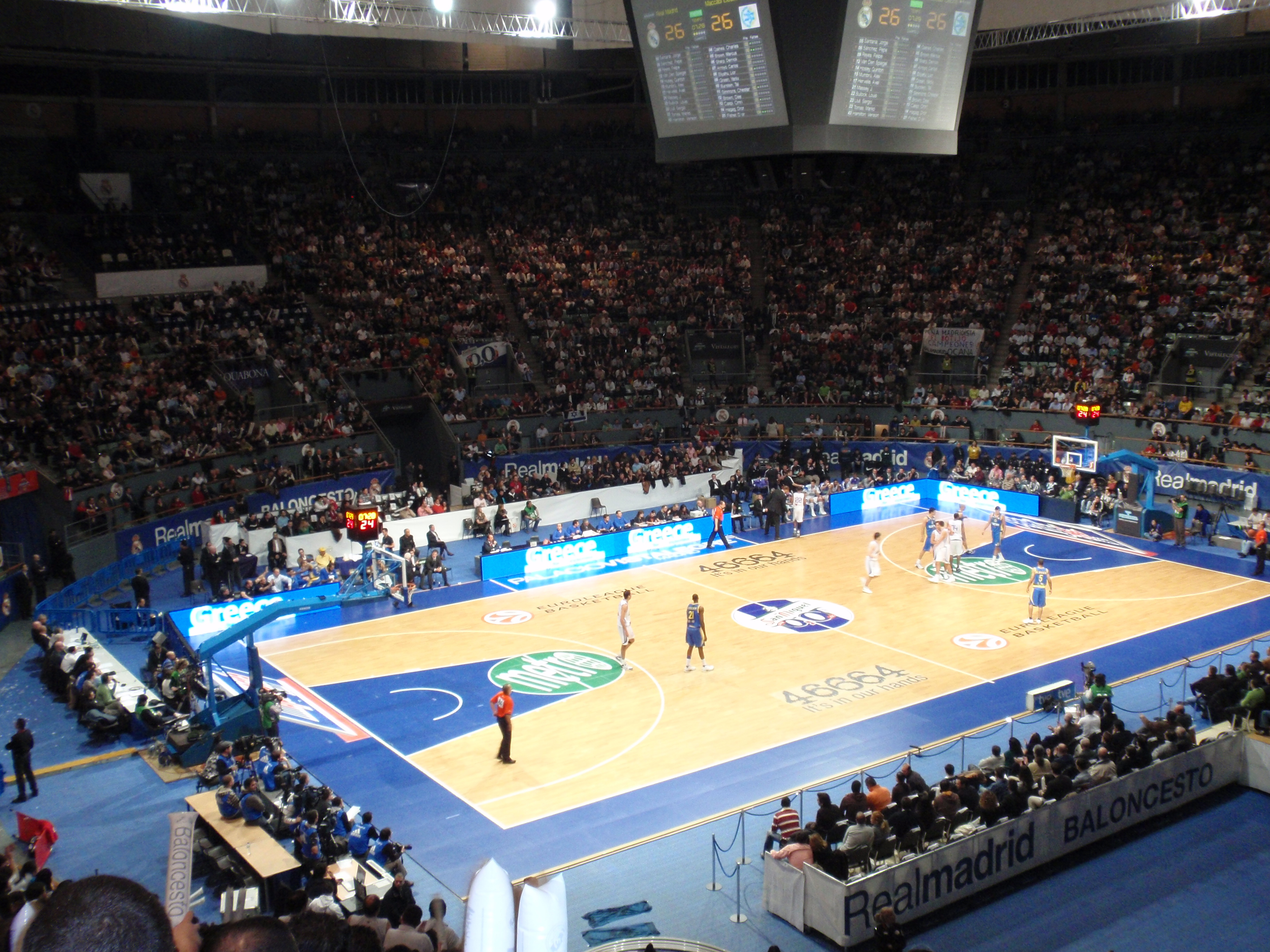
Blick in den Palacio Vistalegre beim Basketballspiel der Zwischenrunde der EuroLeague 2008/09 zwischen Real Madrid und Maccabi Tel Aviv (98:79)
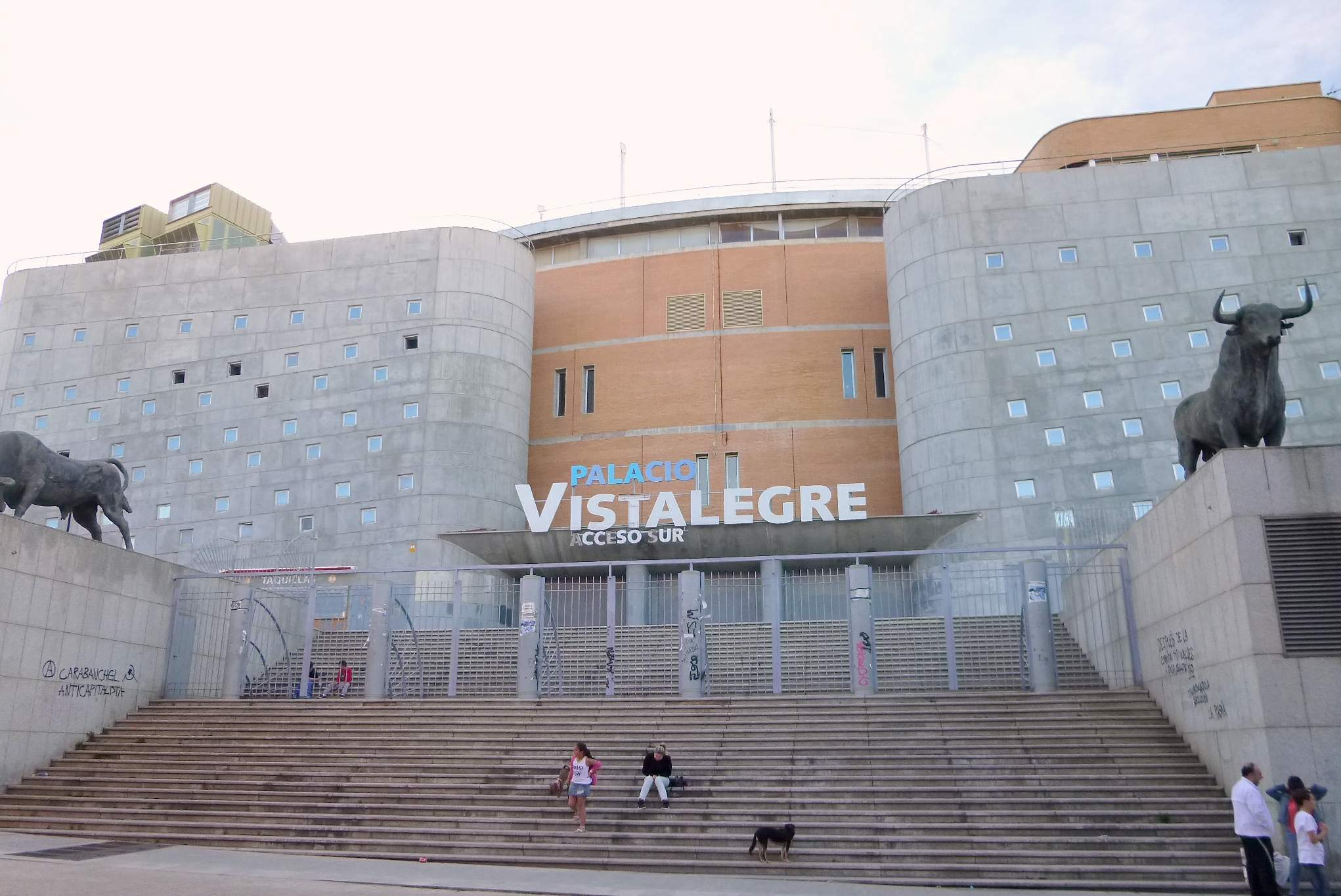
Der Südeingang des Palacio Vistalegre im April 2015